# Medina fumipennis
Medina fumipennis är en tvåvingeart som beskrevs av Townsend 1926. Medina fumipennis ingår i släktet Medina och familjen parasitflugor. Inga underarter finns listade i Catalogue of Life.